# Costume national islandais

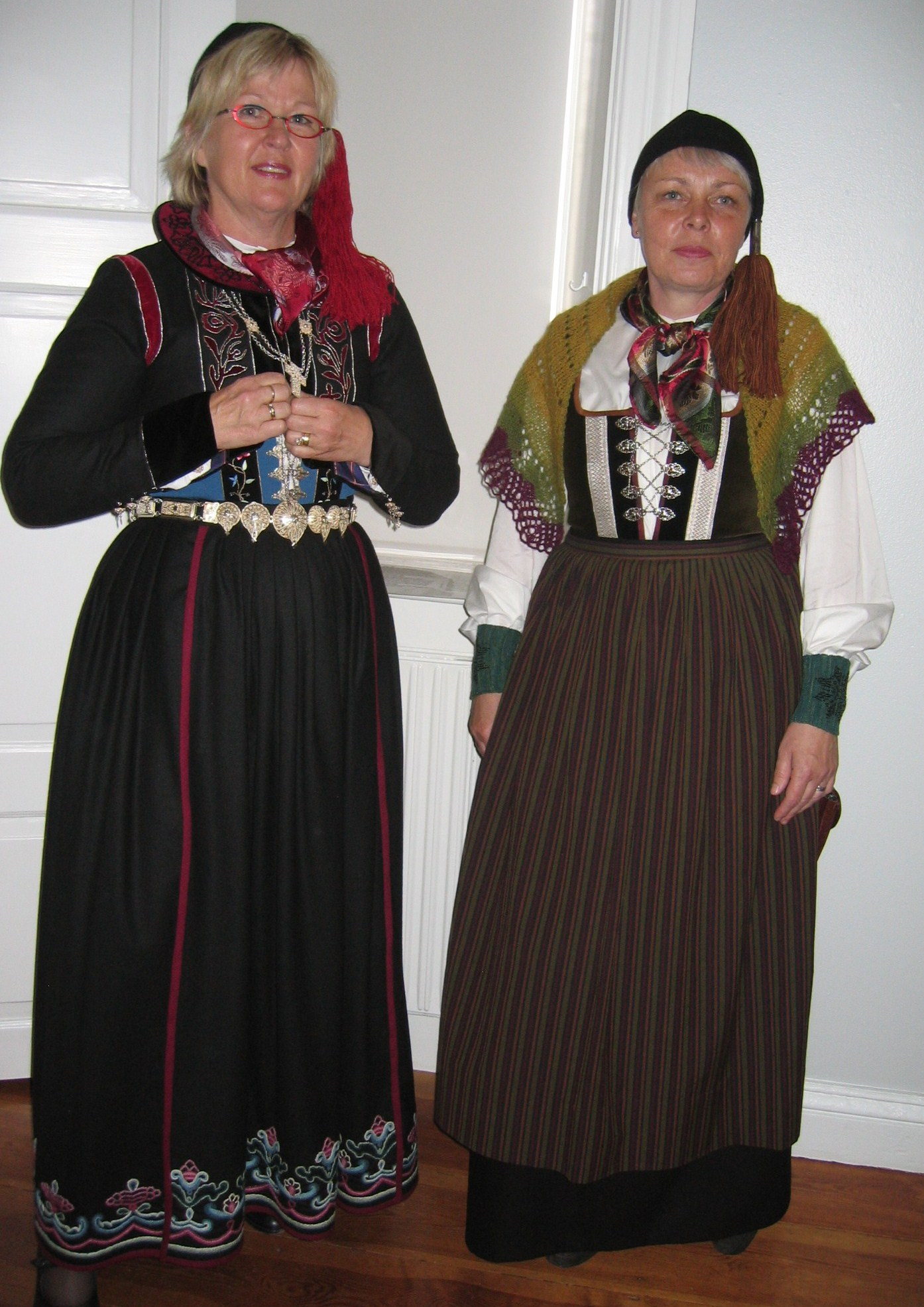
Deux islandaises en faldbúningur.

Le costume national islandais est appelé le Þjóðbúningurinn. Ayant connu divers degrés de popularité depuis le XIXe siècle, il est régulé depuis 2001 par le Þjóðbúningaráð, l'Autorité du costume national.

## Les costumes des femmes
Les cinq types de costumes suivants sont tous reconnus comme costumes nationaux islandais. Le kyrtill et le skautbúningur ont été entièrement conçus au XIXe siècle comme costumes de cérémonie, tandis que le faldbúningur, le peysuföt et l'upphlutur sont des vêtements traditionnels que portaient quotidiennement les femmes islandaises autrefois.

### Faldbúningur

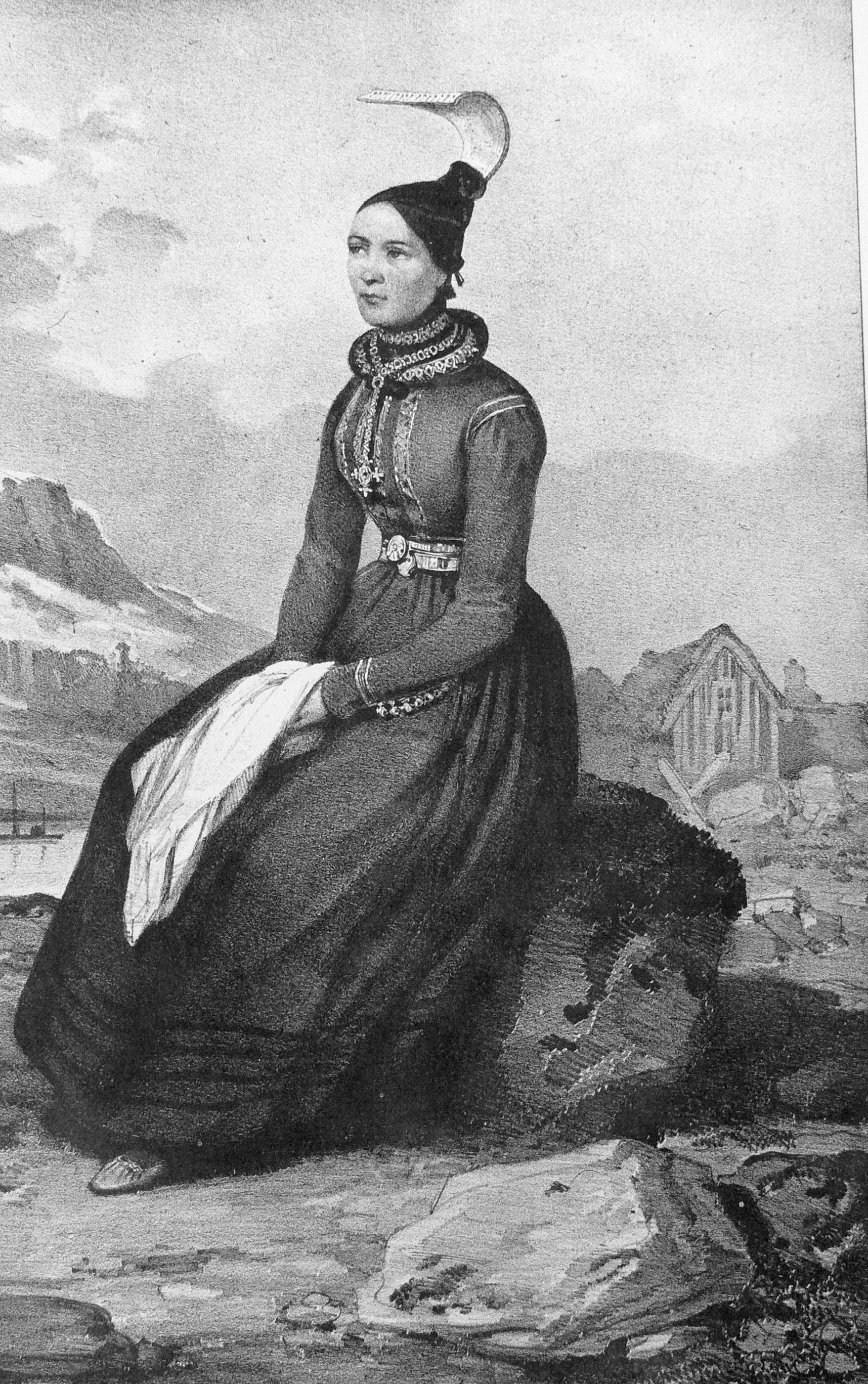
Femme islandaise portant un faldbúningur du XVIIIᵉ siècle avec le bonnet spaðafaldur.

Le Faldbúningur est un type ancien de costume porté par les femmes depuis au moins le XVIIᵉ siècle et jusque bien dans le XIXᵉ siècle. Dans sa forme la plus reconnue, il comprend un chapeau agrémenté d’un ornement incurvé en forme de feuille se dressant dans les airs, et se décline en deux variantes : le krókfaldur et le spaðafaldur.
Auparavant, ce costume était accompagné d’un grand chapeau décoré de bandes en fil d’or ainsi que d’une collerette (ou col en fraise), ce qui explique la large collerette du faldbúningur, conçue pour le soutenir. Plus tard, vers le début du XVIIIᵉ siècle, les femmes commencèrent à porter à la place un bonnet simple à queue,.

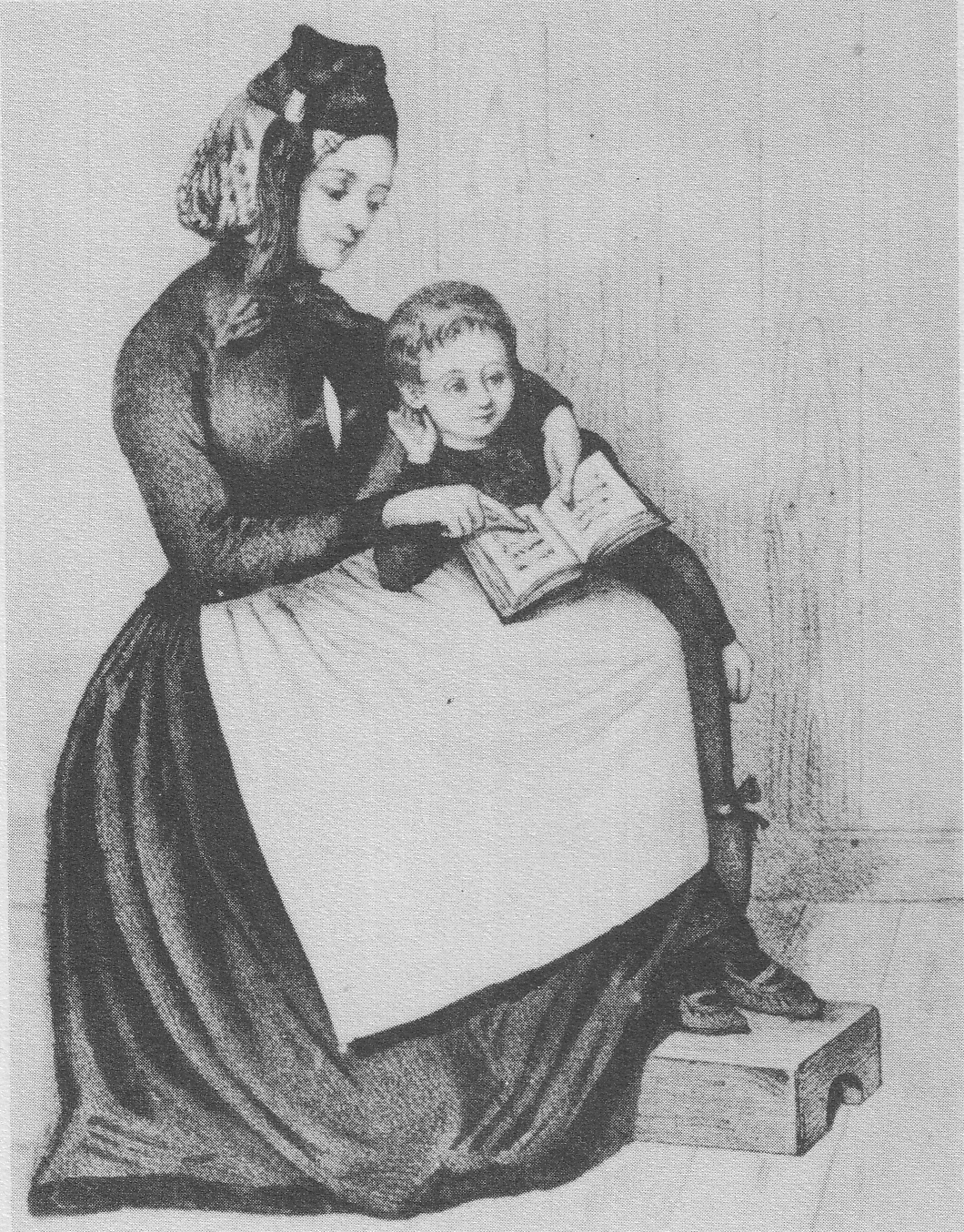
Femme islandaise portant le peysuföt.

### Peysuföt
Les Peysuföt sont des vêtements en laine noire couramment portés par les femmes aux XVIIIᵉ et XIXᵉ siècles. Ils se composaient généralement d’une jupe en sergé et d’une veste en laine fine tricotée, accompagnées d’un bonnet noir à queue.
On pense que ce costume est né lorsque les femmes, désirant des vêtements de travail plus simples que le faldbúningur, ont commencé à utiliser des articles vestimentaires masculins. Cela inclut à la fois le bonnet à queue et la peysa, qui était à l’origine une veste à simple rangée de boutons, mais qui a évolué vers ce costume, les boutons ayant finalement été abandonnés,.

### Upphlutur
L’Upphlutur est un costume féminin composé d’un corsage pouvant être coloré dans des teintes vives telles que le rouge ou le bleu, mais souvent noir. Son couvre-chef est un bonnet à queue. Ce costume correspond essentiellement au vêtement porté sous le faldbúningur, qui a évolué pour devenir un costume à part entière,.

### Kyrtill
Le Kyrtill est un costume féminin conçu par l’artiste Sigurður Guðmundsson au XIXᵉ siècle. Il s’inspire des costumes de l’époque Vikings. Cependant, il incorpore un chapeau semblable à celui du skautbúningur.
Si la vision de Sigurður du costume viking reste populaire, des costumes conçus pour ressembler plus fidèlement aux découvertes archéologiques ont également gagné en popularité.

### Skautbúningur
Le Skautbúningur a également été conçu par Sigurður Guðmundsson. Il s’agit d’une variation modernisée du faldbúningur, tombé en désuétude au milieu du XIXᵉ siècle. Il intègre un chapeau complexe, inspiré de ceux traditionnellement portés avec le faldbúningur.

## Les costumes des hommes[9]
Le Búningur karla, ou costume masculin, existe en trois ou quatre versions radicalement différentes. Le þjóðbúningur karla est le seul descendant direct des vêtements quotidiens traditionnels des hommes islandais, tandis que les autres ont été conçus dès l’origine comme des costumes cérémoniels.

### Þjóðbúningur karla
La version considérée comme la plus traditionnelle se compose d’un pantalon ou culotte en laine, d’un gilet généralement à double boutonnage et d’une veste à double boutonnage appelée treyja. Parfois, une peysa à simple rangée de boutons est utilisée à la place du gilet et de la treyja. Sur la tête, un bonnet à queue est porté, bien que différents chapeaux aient également été utilisés historiquement. Ce costume était généralement noir, bleu marine ou vert foncé, bien que le gilet, souvent plus clair, soit parfois rouge. Certaines régions se distinguaient en utilisant de la laine blanche au lieu des couleurs sombres. Il est identique aux vêtements que les hommes islandais portaient couramment du XVIIᵉ au XIXᵉ siècle.

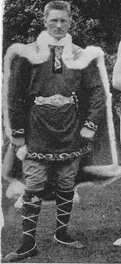
Le lutteur islandais Jóhann Jósefsson portant le fornmannaklæði (1908)

### Fornmannaklæði
Au milieu du XIXᵉ siècle, alors que de nombreux hommes islandais avaient adopté des vêtements d’inspiration continentale, Sigurður Guðmundsson, un artiste islandais, conçut un costume masculin s’inspirant étroitement des vêtements nordiques du Xe siècle. Bien qu’il ait connu un certain succès à l’époque, ce costume disparut progressivement, avant de renaître à la fin du XXᵉ siècle, avec le regain d’intérêt pour la culture et les traditions vikings.

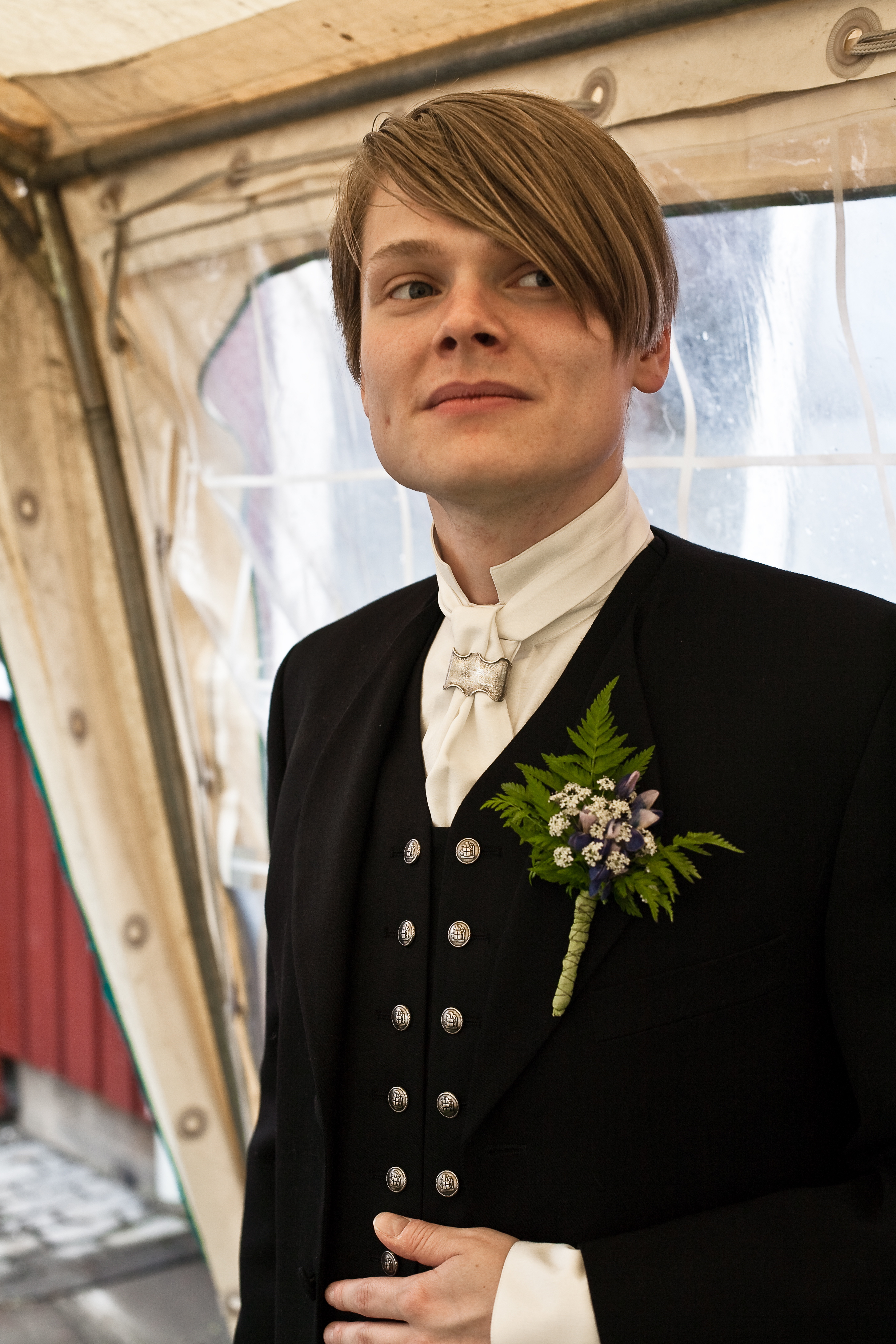
Homme portant le hátíðarbúningur.

### Hátíðarbúningur
Bien qu’il ne soit pas un costume traditionnel, le hátíðarbúningur a été conçu comme une version modernisée du costume national masculin traditionnel et est souvent porté en remplacement du smoking lors d’événements officiels. Il est le résultat d’un concours organisé en 1994, à l’occasion du 50ᵉ anniversaire de l’indépendance de l’Islande vis-à-vis du Danemark et de la création de la république, visant à proposer une version actualisée du costume national masculin.
Certains ont critiqué le design du hátíðarbúningur, estimant qu’il ressemble davantage au costume national féroïen dans son style. Quoi qu’il en soit, le hátíðarbúningur continue de jouir d’une grande popularité parmi les Islandais.

### Le quatrième costume
Sigurður Guðmundsson a également conçu un autre costume au milieu du XIXᵉ siècle, porté couramment par les étudiants. Il se composait d’une veste noire, d’une chemise blanche et de culottes noires arrivant aux genoux, accompagnées de bas blancs à rayures horizontales ou unis.

## Les costumes pour enfants
Les búningur barna, ou costumes pour enfants, ne différaient pas des versions adultes (excepté par la taille) jusqu’au XXᵉ siècle, lorsque les filles ont commencé à porter des jupes plus courtes,,.

## Chaussures
Bien qu’aujourd’hui des chaussures modernes soient souvent portées avec les costumes nationaux, traditionnellement, ceux-ci étaient accompagnés de chaussures fabriquées en peau de poisson ou de mouton, avec des empiècements en laine. Ces chaussures sont respectivement appelées roðskór et sauðskinsskór. Certaines personnes portent également des chaussures en cuir à boucles, de style XVIIIᵉ ou XIXᵉ siècle, semblables à celles utilisées avec les costumes nationaux féroïen et norvégien.